# Ulrich Mack (Theologe)
Ulrich Mack (* 20. April 1951 in Heidenheim an der Brenz) ist ein deutscher evangelischer Theologe, Pfarrer, Dekan der evangelischen Landeskirche in Württemberg und von 2006 bis 2016 Regionalbischof der Prälatur Stuttgart.

## Leben und Wirken
Ulrich Mack wuchs in einer kirchlich aktiven Familie auf und hatte schon als Konfirmand den Wunsch, Pfarrer zu werden. Eines seiner Vorbilder war der damalige Heidenheimer Dekan Walter Tlach. Am Evangelischen Seminar in Maulbronn lernte er Griechisch und Latein und studierte danach Evangelische Theologie in Tübingen, Heidelberg und Hamburg. Die erste theologische Dienstprüfung erfolgte 1976. Ab 1978 war er Assistent an der Universität Tübingen. Von 1984 war er Pfarrer in Remshalden-Geradstetten und wechselte 1989 nach Filderstadt-Bernhausen. Von 1998 bis 2006 war er Dekan in Freudenstadt, danach bis zu seinem Ruhestand 2016 Prälat in Stuttgart.
Mack war zwischen 1996 und 2006 Mitglied der württembergischen Landessynode, wo er den theologisch konservativen Gesprächskreis „Lebendige Gemeinde“ mitgeleitet hat. Während dieser Zeit initiierte er Projekte wie „Wachsende Kirche“ sowie das „Jahr des Gottesdienstes“ mit. Er war Vorsitzender des Ausschusses für Kirche, Gesellschaft und Öffentlichkeit und später des Theologischen Ausschusses der Synode. Von 2010 bis 2015 war er Mitglied der Synode der Evangelischen Kirche in Deutschland.
Von 1989 bis 1998 war er Vorsitzender des württembergischen CVJM-Landesverbandes und zwischen 2006 und 2018 auch Vorsitzender des Evangelischen Presseverbandes für Württemberg. Er ist Mitglied im Verwaltungsrat der Württembergischen Bibelgesellschaft der Evangelischen Diakonissenanstalt Stuttgart und leitete viele Jahre lang deren Stiftungsrat. Er war von 2015 bis 2024 zudem stellvertretendes Mitglied des Verfassungsgerichtshofes für das Land Baden-Württemberg in der Gruppe „ohne Befähigung zum Richteramt“.
Mack leitete 18 Jahre lang die Redaktion von „Bibel für heute“, eine Bibellesehilfe zu einem ökumenischen Bibelleseplan und verfasste den „Stuttgarter Bibelkurs“.

## Privates
Ulrich Mack ist mit Cornelia Mack verheiratet. Das Paar hat vier erwachsene Kinder und wohnt in Filderstadt-Bonlanden bei Stuttgart.

## Veröffentlichungen
- Stuttgarter Bibelkurs, Deutsche Bibelgesellschaft, Stuttgart 1985, Neuüberarbeitung 2010; Neues Testament. ISBN 978-3-438-05900-0 (Bd. 1–8), Altes Testament. ISBN 978-3-438-05911-6 (Bd. 9–14):
  - Heft 1: Neues Testament, Jesus: sein Wirken, sein Leben, seine Zeit. ISBN 978-3-438-05901-7.
  - Heft 2: Neues Testament, Evangelien: Markus, Matthäus, Lukas. ISBN 978-3-438-05902-4.
  - Heft 3: Neues Testament, Johannes: Johannes-Evangelium, Passionsgeschichte. ISBN 978-3-438-05903-1.
  - Heft 4: Neues Testament, Zeugen: Apostelgeschichte. ISBN 978-3-438-05904-8.
  - Heft 5: Neues Testament, Versöhnung: Paulusbriefe: Römer, Galater, Thessalonicher. ISBN 978-3-438-05905-5.
  - Heft 6: Neues Testament, Gemeinde: Paulusbriefe: Korinther, Epheser, Philliper, Kolosser. ISBN 978-3-438-05906-2.
  - Heft 7: Neues Testament, Bewährung: Briefe an Timotheus und Titus, Philemon, Hebräer, Petrusbriefe. ISBN 978-3-438-05907-9.
  - Heft 8: Neues Testament, Hoffnung: Briefe von Jakobus, Judas, Johannes, Die Offenbarung. ISBN 978-3-438-05908-6.
  - Leiterheft: Neues Testament, ISBN 978-3-438-06079-2.
  - Heft 9: Altes Testament, Am Anfang: 1. Mose. ISBN 978-3-438-05912-3.
  - Heft 10: Altes Testament, Israel: 2. bis 5. Mose. Das Gesetz. ISBN 978-3-438-05913-0.
  - Heft 11: Altes Testament, Im Land: von Joshua bis Salomo: Richter – Könige – Gottesdienst. ISBN 978-3-438-05914-7.
  - Heft 12: Altes Testament, Kehrt um!: die beiden Reiche bis zum Untergang. Die Propheten bis 580. ISBN 978-3-438-05915-4.
  - Heft 13: Altes Testament, O Herr!: Psalmen und Weisheitsschriften. ISBN 978-3-438-06093-8.
  - Heft 14: Altes Testament, Tröstet!: Das Exil und die Geschichte danach. ISBN 978-3-438-06094-5.
  - Leiterheft: Altes Testament, ISBN 978-3-438-06097-6.
- Praxisbuch Männerarbeit (Hrsg.), SCM Hänssler, Holzgerlingen 1998, ISBN 978-3-7751-2915-2.
- Gottesdienst feiern am 9. Mai 2009, Stift Urach, Evangelische Sammlung in Württemberg, Bad Urach 2009.
- Ich steh an deiner Krippe hier: Begegnungen in Bethlehems Stall, SCM Hänssler, Holzgerlingen 2015, ISBN 978-3-7751-5677-6.

als Mitautor: mit Cornelia Mack
- Der Kreuzweg: zur Passion Christi. SCM Hänssler, Holzgerlingen 2005, ISBN 978-3-7751-4396-7.
- Der Passionskalender. SCM Hänssler, Holzgerlingen 2007, ISBN 978-3-7751-4597-8.
- Die Liebe macht das Leben reich: das Buch zur Silberhochzeit. SCM Collection, Witten 2010, ISBN 978-3-7893-9447-8.
- Konfirmation feiern: Informationen und Anregungen. SCM Hänssler, Holzgerlingen 2011, ISBN 978-3-7751-5344-7.
- Sie haben seinen Stern gesehen: ein geistlicher Adventskalender. SCM R. Brockhaus, Witten 2011, ISBN 978-3-417-26435-7.
- Schatz der Zeiten: den Reichtum des Kirchenjahres entdecken. SCM R. Brockhaus, Witten 2012, ISBN 978-3-417-26495-1.
- Über allem die Liebe: das Geschenk der Ehe feiern. SCM Collection, Witten 2013, ISBN 978-3-7893-9645-8.